# Marco Santi
Marco Santi (Ravenna, 11 febbraio 1963) è un artista, restauratore, imprenditore e mosaicista italiano, dal 2008 direttore del Gruppo Mosaicisti Ravenna.

## Biografia
Nato e cresciuto a Ravenna, Marco Santi si diploma presso l’Istituto Statale d'Arte per il Mosaico "Gino Severini" per frequentare poi l'Accademia di Belle Arti di Ravenna con l'indirizzo scultura.  Inizia la sua formazione artistica nel 1979, lavorando come mosaicista e restauratore presso la Cooperativa Mosaicisti, una bottega del mosaico ravennate del quale diventerà presidente dal 1989 al 2006. Nel 2008 liquida la Cooperativa Mosaicisti ricostituendo il "Gruppo Mosaicisti Ravenna", impresa nata nel 1948 con lo scopo di restaurare i beni culturali ravennati danneggiati durante il secondo conflitto mondiale e realizzare opere musive contemporanee.

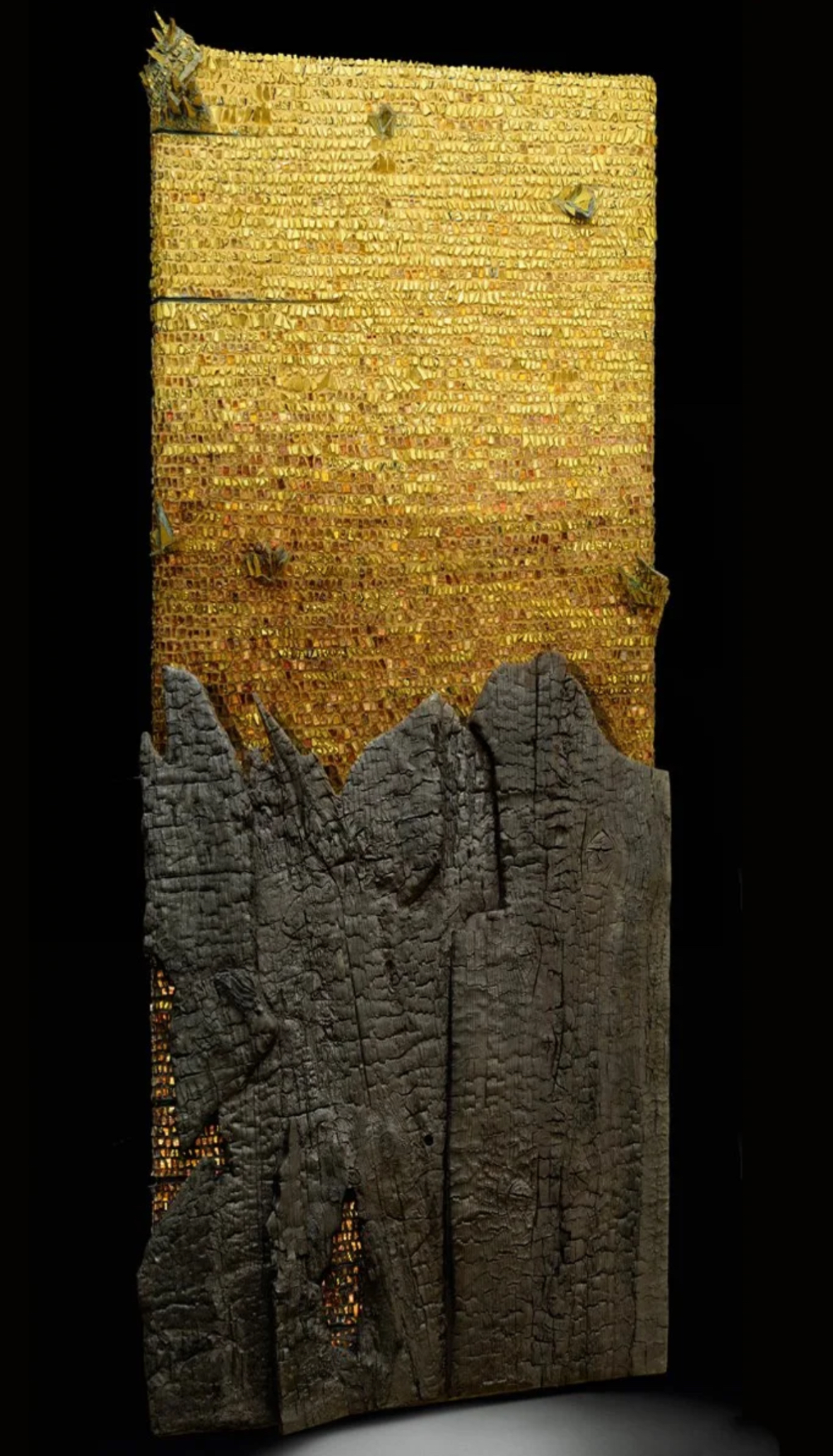
Opera di Marco Santi del 2017 - Carbo Spiritualis

Dal 2008, Santi e il suo Gruppo hanno condotto numerosi lavori in Italia e all'estero, tra cui negli Stati Uniti d'America (inclusa la Cattedrale di San Patrizio a New York) e diversi Paesi europei e mediorientali. Ha contribuito alla nascita del MUMO, il Museo del Mosaico a cielo aperto di Tornareccio, in collaborazione con Alfredo Paglione.
Il lavoro più grande dell'artista però si trova a Beirut, l'artista, infatti, da oltre dieci anni porta avanti con la sua impresa la lavorazione della chiesa St. Anthony Greek Melkite , dove il mosaico diventa tridimensionale e i soggetti dell'opera escono dalle pareti.
Marco Santi è l'inventore del mosaico per i non vedenti, dando quindi l'opportunità di captare la tridimensionalità del mosaico a tutti coloro che presentano disturbi alla vista.
Con il Gruppo Mosaicisti Ravenna Santi ha guidato numerosi interventi di restauro a Ravenna (inclusa la Basilica di Sant'Apollinare in Classe) e in diversi capoluoghi italiani, insegnando, inoltre, l'arte del restauro all'Accademia di Belle Arti di Ravenna, all'Università di Bologna e all'Accademia di Belle Arti di Macerata.
A livello stilistico Marco Santi nelle sue opere personali non pone importanza sui soggetti, ma sposta l'attenzione sui materiali che utilizza ,facendoli diventare il soggetto stesso con significati diversi  , usando spesso carbone o legna bruciata avvolti da sfondi di mosaico.

## Mostre e installazioni condotte
- (2001) Abside - Chiesa di Santa Lucia (Reggio Calabria)[9]
- (2006) Fontane - Milano Marittima
- (2006) MUMO (Museo Mosaico a cielo aperto) - Tornareccio
- (2011) Giovanni Paolo II - Santuario del Divino Amore (Roma)[10]
- (2011) Sirena - Rotonda Punta Marina Terme (Ravenna)[11]
- (2017) Scultura Mosaico – Il colore della Scultura (Museo Nazionale di Ravenna)[12]
- (2017) St. Charbel Makhluf - Cattedrale di San Patrizio (New York)[13]
- (2017) Carbo Spiritualis
- (2018) Restituzioni – Tesori d’Arte restaurati  (Reggia di Venaria)[14]
- (2018) Dolce Abbandono
- (2023) Episodi di mosaico contemporaneo – Palazzo Rasponi Delle Teste Ravenna[15][16]
- (2024) Fiore Stellato - Rotonda Andorra Ravenna[17][18]
- Mosaici - St. Anthony Greek Melkite Church (Libano)
- Papa Francesco - Chiesa del Purgatorio a Ortona
- Papa Giovanni Paolo II - Chiesa del Purgatorio di Ortona
- Restauro mosaici - Basilica Patriarcale (Aquileia)
- Mosaici Domus (II secolo d. C.) - Museo di Antichità Torino
- Mosaico sectile Cappella Minutolo - Duomo di Napoli
- Grifo, mosaico in opus sectile - Cattedrale di Bitonto (Bari)
- Mosaici contemporanei – Museo d’Arte della Città di Ravenna
- Capitan America ha mangiato troppi hamburger, per Giuseppe Tirelli
- Ritratto neoclassico, con Nicola Samorì
- Mosaici, per David Sharir - Shalom Meir Tower (Tel Aviv)
- Mosaici, per Lev Sirkin - facoltà di medicina di Haifa, Israele
- Mosaici, per Walt Disnay Pixar - Nave da crociera Dream and Fantasy
- Silvana Mangano “Enigma” per Paolo Schmidlin
- Figura orientale per Paolo Schmidlin
- L'Esibizionista Flasher per Athos Ongaro
- Mirathos, per Athos Ongaro
- Mosaici, per collezione privata di Hermann Nitsche
- Ciclisti, per collezione privata di Aligi Sassu
- La morte dell'angelo, per Nicola Bolla
- Mosaici nel Santuario Madonna dello Splendore - Giulianova
- Shunga, per Livio Scarpella
- Nuba, per Livio Scarpella
- Papa Alessandro VII, per Giuseppe Ducrot
- Auriga Cieco, per Sergio Zanni
- Autoritratto, per Girolamo Ciulla
- Smart, mosaico su automobile per Aldo Mondino